# Салех аль-Аулакі
Салех аль-Аулакі (Saleh Al-Aulaqi) (1938 – 30 квітня 1973) — єменський політик та дипломат. Аулакі перебував на посаді міністра закордонних справ Південного Ємену та був головою профспілки.

## Біографія
- Видатний член Фронту національного визволення (1967)
- Міністр закордонних справ (1969)
- Лідер профспілки на Британському нафтопереробному заводі
- Секретар Федерації праці в Адені
- Міністр оборони
- Міністр соціальних справ